# カワリハナダイ科
カワリハナダイ科 (Symphysanodontidae)はスズキ目の下位分類群の一つ。三大洋の比較的水深の深い海域から2属13種が知られる。

## 形態
体は側扁し、やや体高が低い。頭は丸く、目は体全体に対して大きい。殆どの種が体長20cmほどと小型である。背鰭は長く、9棘と10軟条から成る。尾鰭は両端が長く伸び、深く湾入する。

## 生態
インド太平洋と西大西洋に分布し、沿岸部の少し深い場所から深海にかけて生息する。岩場の中層で群れて遊泳しており、小型の無脊椎動物を捕食する。

## 分類
2属13種が分類されている。
- Cymatognathus 属 Kimura, 2017[5][6]
  - Cymatognathus aureolateralis Kimura, Johnson, Peristiwady & Matsuura, 2017
- カワリハナダイ属 Symphysanodon Bleeker, 1878[7]
  - Symphysanodon andersoni Kotthaus, 1974
  - Symphysanodon berryi Anderson, 1970
  - Symphysanodon disii Khalaf & Krupp, 2008
  - カワリハナダイ Symphysanodon katayamai Anderson, 1970
  - パラオハナダイ Symphysanodon maunaloae Anderson, 1970
  - Symphysanodon mona Anderson & Springer, 2005
  - Symphysanodon octoactinus Anderson, 1970
  - Symphysanodon parini Anderson & Springer, 2005
  - Symphysanodon pitondelafournaisei Quéro, Spitz & Vayne, 2009
  - Symphysanodon rhax Anderson & Springer, 2005
  - ツキヒハナダイ[3] Symphysanodon typus Bleeker, 1878
  - Symphysanodon xanthopterygion Anderson & Bineesh, 2011